# Religião na Itália
Religião na Itália em 2019
O maior grupo religioso da Itália é o Catolicismo, que abrange cerca de 80% dos italianos. É na capital da Itália, Roma, onde se situa a Santa Sé, a sede da Igreja Católica, no enclave do Vaticano.
Segundo uma sondagem do Eurobarómetro, 70% da população italiana diz acreditar em Deus; 10% afirma acreditar num espírito ou numa força de vida; 6% responderam acreditar que não haja qualquer Deus, espírito ou força de vida.

## Aspecto religioso
O instituto de pesquisas Gallup em seu estudo "Índice Mundial da Religião e Ateísmo" de 2012 revelou que 73% dos italianos são de alguma forma religiosos, enquanto 15% disseram que não eram religiosos e 8% são ateus. De acordo com o Eurispes Relatório de 2010, o número de fiéis, em comparação com pesquisas anteriores, diminuiu significativamente, embora a maioria dos italianos se declarem religiosos. Entre eles, no entanto, necessário distinguir entre os praticantes da religião(24,4%) e os não praticantes(52,1%). Com um percentual mais baixo aparecem os que se chamam agnósticos(10,7%) e aqueles que se consideram ateus(7,8%). De acordo com outra pesquisa, realizada pelo Eurobarómetro em 2005, 74% dos cidadãos italianos acreditam que existe um Deus, 16% acreditam que existe algum tipo de espírito ou força de vida, e 6% não acreditam que haja qualquer tipo de espírito, Deus ou força vital.

## Cristianismo

### Catolicismo

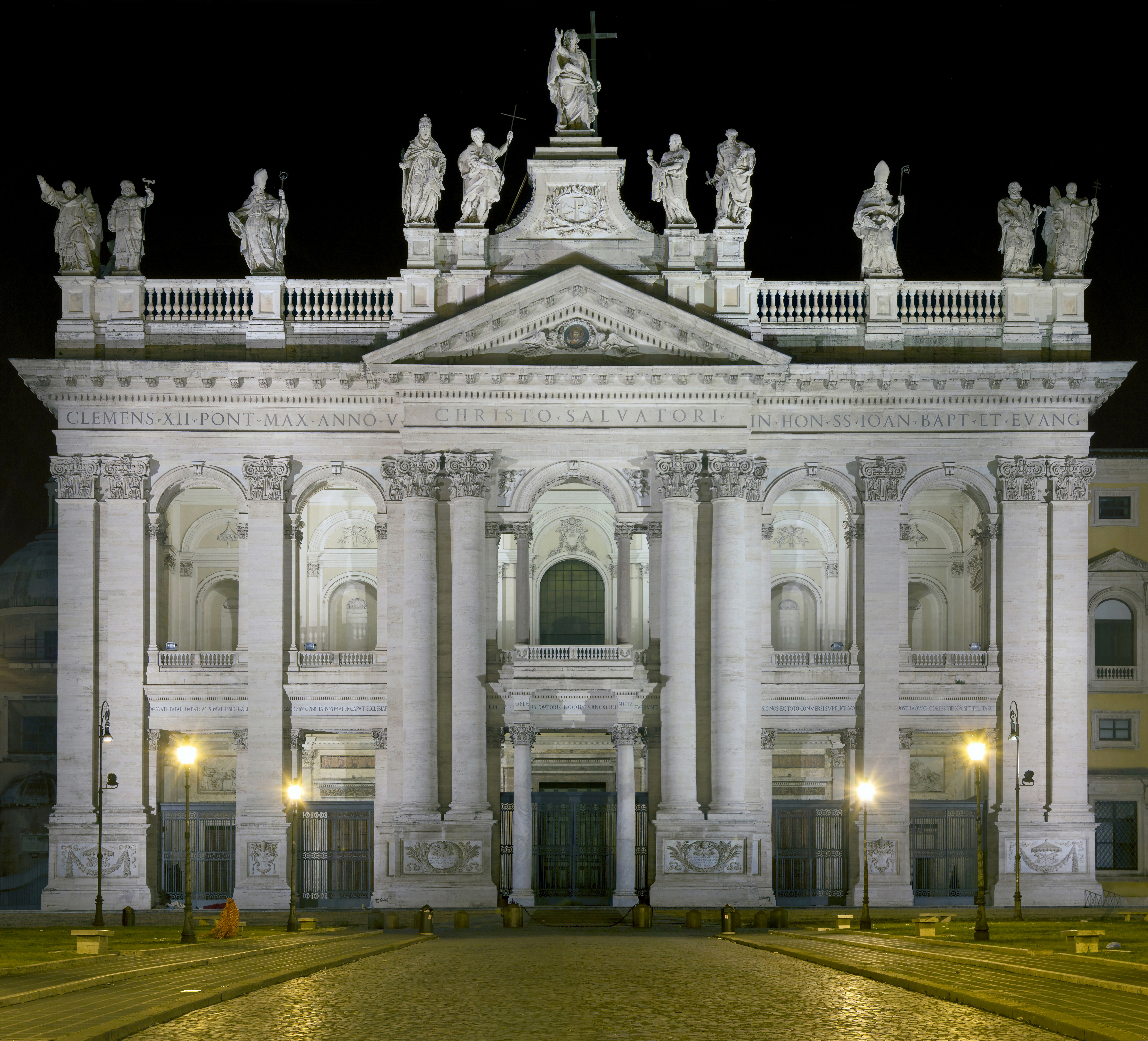
Basílica de São João de Latrão, localizada em Roma.

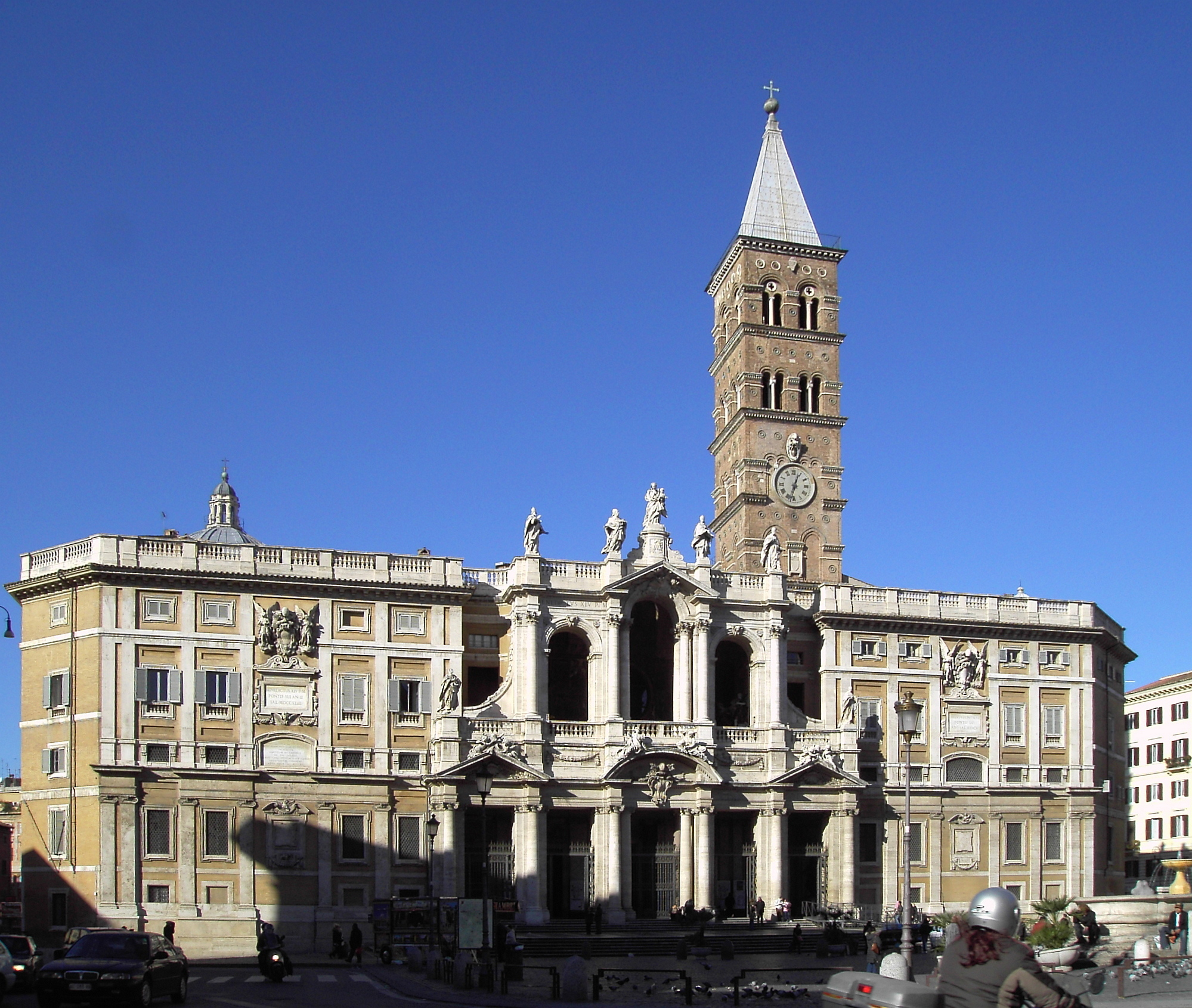
Fachada da Basílica de Santa Maria Maior.

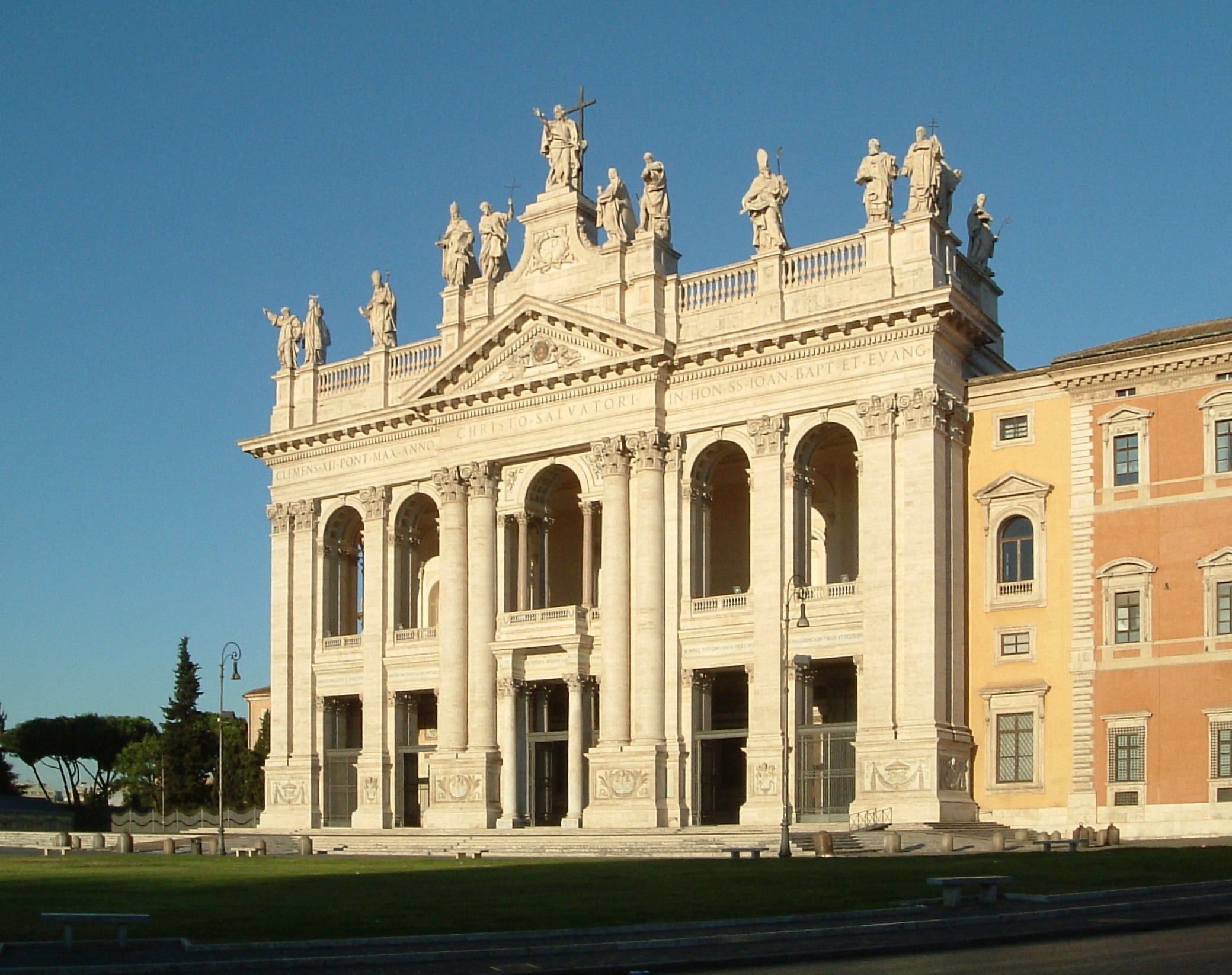
Basílica de São João de Latrão, em Roma.

Em uma pesquisa de 2006 do Eurispes, viu-se que 87,8% da população se declarou católica, sendo que católicos praticantes são 36,8%. De acordo com a mesma pesquisa, iam à missa todos os domingos 30,8% dos entrevistados entre 18 e 24 anos, em comparação com 22,4% e 28,5%, respectivamente, dos entrevistados que pertencem ao grupo etário 25-34 e 35-44 anos. A discrepância entre os que se declaram católicos e não praticam verdadeiramente a religião é de estrita observância, embora menos do que em outros países da Europa Ocidental, é sensível, como demonstrado pelas opiniões sobre o aborto, reprodução assistida e as uniões civis.  Na mesma pesquisa, 76,2% das pessoas disseram que a principal motivação que as leva à Igreja é a oração. 16,4% vai à Igreja apenas por tradição familiar e 14% têm a necessidade de encontrar "força" nos momentos mais difíceis da vida. Entre as mulheres (77,4%), a necessidade de oração é mais difundida do que entre os homens (74,7%). Como em muitos países ocidentais, o processo de secularização está crescendo, especialmente entre os jovens.
Ademais, outras pesquisas indicam que o número de católicos variam entre 61% e 90% - 83% da população de acordo com o Pew Research Center. Segundo a Santa Sé, mais de 96% dos italianos são batizados na Igreja Católica.

### Cristãos ortodoxos
A Igreja Ortodoxa é a segunda maior da Itália, atrás somente da Igreja Católica, com mais de 1.300.000 fiéis, dos quais aproximadamente 900 mil são da Igreja Ortodoxa Romena, a Igreja Ortodoxa Ucraniana tem 150.000, a Igreja Ortodoxa da Moldávia 90.000, além de partes pequenas de outras Igrejas Ortodoxas(russa, grega, búlgara etc.). Seu número cresceu muito na primeira década do século XXI, em resultado da forte imigração de países do Leste Europeu.

### Protestantismo

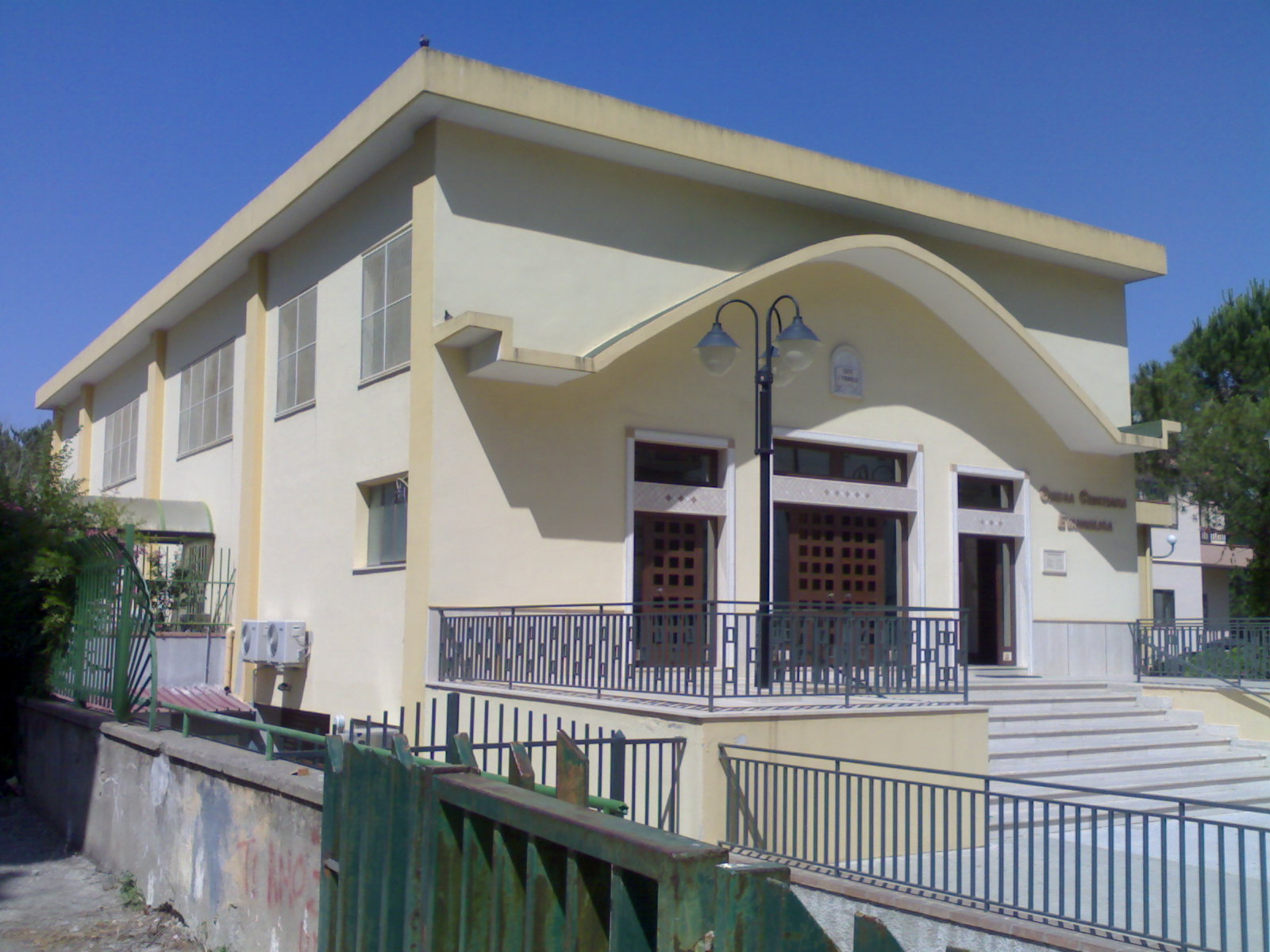
Igreja Pentecostal em Crotone.

O protestantismo tem cerca de 620.000 fiéis na Itália, incluindo estrangeiros, divididos em muitas confissões. Os pentecostais são os mais numerosos com 250.000 fiéis em 2020  e incluem as Assembleias de Deus na Itália e as Congregações Cristãs Pentecostais.
As outras confissões protestantes seguem, sobretudo, os "protestantes históricos" com 71.000 fiéis no total, que incluem: valdenses, batistas, anglicanos, luteranos, metodistas, calvinistas, presbiterianos e outros.  Seguido pelas Assembleias dei Fratelli com 23.900 seguidores, e os "protestanti radicali" com um pequeno número de anabatistas, menonitas, quacres e unitaristas. 

### Outras confissões cristãs
Entre os novos movimentos religiosos de inspiração cristã, pode-se encontrar os mórmons com cerca de 25 mil fiéis que vieram para a Itália em 1850, e as Testemunhas de Jeová com 300.000 fiéis, que começaram a imprimir a Watchtower nos vales valdenses em 1903.

## Islão

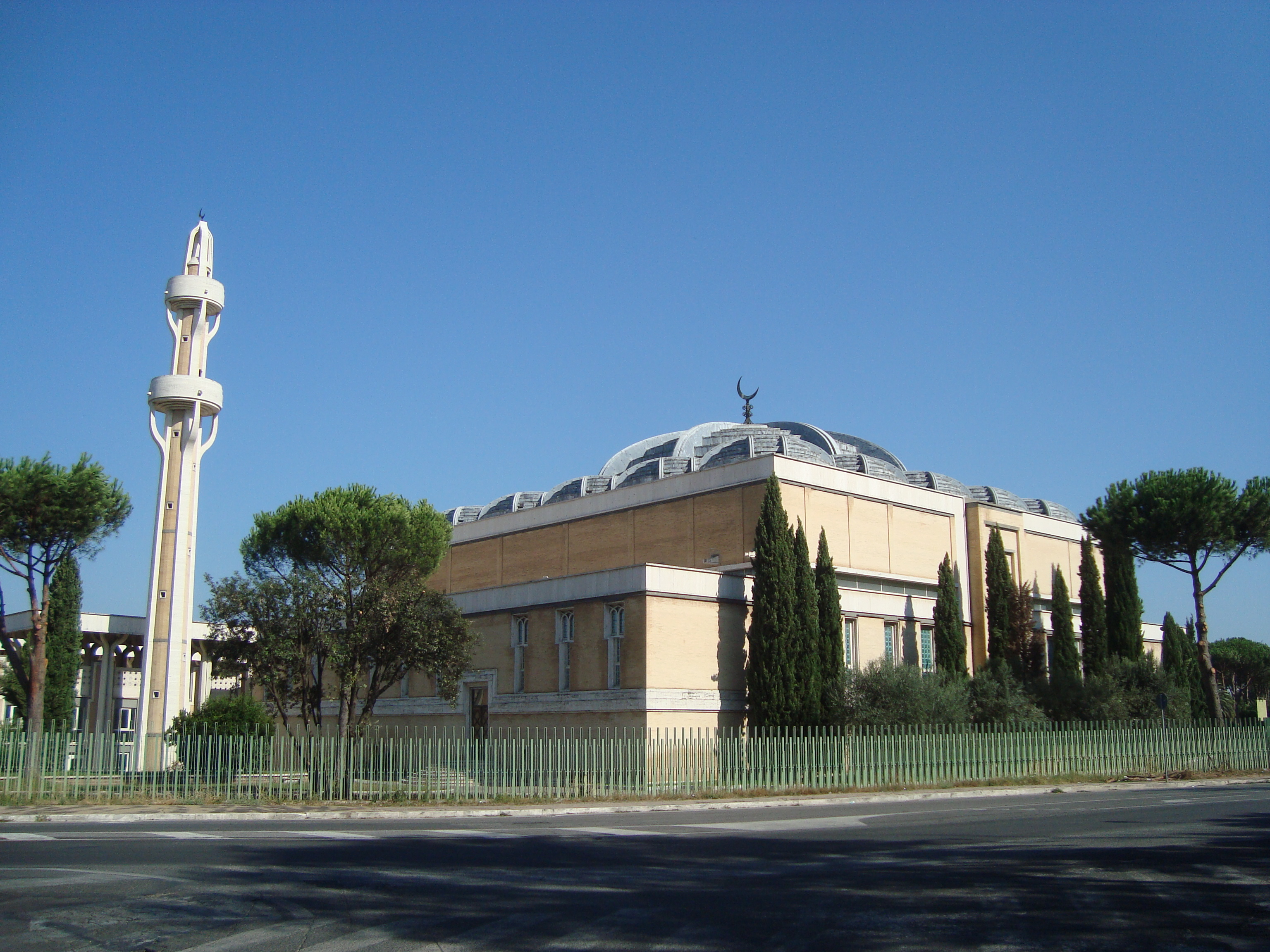
Grande Mesquita de Roma.

A história do Islã na Itália tem raízes antigas e está relacionada com o domínio árabe sobre a Sicília entre 827 e 1091; em seguida a presença muçulmana se foi, mas nas últimas décadas o número de crentes muçulmanos cresceu em Itália, como resultado da imigração maciça dos países islâmicos. O Islã é a terceira maior religião após catolicismo e da ortodoxia, o número de muçulmanos, quase todos sunitas, estima-se em torno de 1,2 milhões de pessoas, na sua maior parte, cerca de 60%, chegaram refugiados italianos de países  dos Balcãs (principalmente da Albânia , Kosovo e Bósnia), em resposta à instabilidade política e social nas regiões que tenham surgido após a Guerra jugoslava e a Guerra do Kosovo. De todos os muçulmanos da Itália, apenas 150 mil são cidadãos italianos. Destes, apenas 13% praticam regularmente as funções religiosas islâmicas, sendo os restantes 82% não praticam nenhuma função religiosa, chamando-se a si mesmo um ateu e/ou não crente, ou é convertida em outra fé, geralmente o catolicismo. A União das Comunidades e Organizações Islâmicas em Itália (UCOII) é a organização mais difundida e profundamente enraizada islâmica italiana que reúne 122 associações tanto territoriais e setoriais e gestão de cerca de 80 mesquitas e 300 locais de culto não oficiais.

## Judaísmo
A religião mais antiga da Itália é o Judaísmo, de que Roma é relatada a presença contínua desde o tempo antes do início do cristianismo. A comunidade judaica na Itália é de cerca de 30 mil pessoas(0,05% do total da população).

## Agnosticismo e ateísmo
Há associações de ateus e agnósticos, como a União dos Ateus e Agnósticos Racionalistas, NÃO DEUS e Atheia. Dado o fato de que muitas pessoas se tornaram não crentes na vida adulta, os dados sobre os números na Itália não são confiáveis(variam entre 1.000.000 e 9.000.000), em parte por causa da dificuldade em distinguir o reais ateus e aqueles que professam religiões não definidas e "outras religiões" . Fazendo os cálculos necessários com base no estudo acima mencionado do Eurispes, uma estimativa realista seria de cerca de 4 milhões no ano de 2006. De acordo com uma estimativa da UAAR, a soma de ateus e agnósticos, racionalistas é de cerca de 21% da população italiana, com um valor próximo a 10 milhões de pessoas.

## Outras religiões
Existem novas comunidades religiosas na Itália: Sikhismo, hinduísmo e religiões neopagãs têm surgido e crescido nos últimos anos.

## Religiões na Itália
Composição religiosa da população italiana em 2006.
| Religião                                                                                                  | Número de adeptos | Percentagem |
| --- | ----------------- | ----------- |
| Católicos                                                                                                 | 51.600.000        | 87,8%       |
| Católicos de Rito Latino                                                                                  | 51,5 milhões      | 87,6%       |
| Católicos de Rito Oriental                                                                                | 100.000           | 0,2%        |
| Ítalo-albaneses                                                                                           | 60.000            | 0,1%        |
| Outros católicos ( Católicos romenos , ucranianos, gregos , armênios etc.)                                | 40.000            | 0,07%       |
| Outros cristãos                                                                                           | 2,2 milhões       | 3,8%        |
| Igreja Ortodoxa Oriental                                                                                  | 950 mil           | 1,6%        |
| Igreja Ortodoxa Romena                                                                                    | 500.000           | 0,85%       |
| Igreja Ortodoxa Ucraniana                                                                                 | 180.000           | 0,31%       |
| Igreja Moldávia Ortodoxa                                                                                  | 100.000           | 0,15%       |
| Outros igrejas ortodoxas ( Ortodoxa da Bulgária , Ortodoxa Sérvia , Ortodoxa Grega , Ortodoxa Russa etc.) | 180.000           | 0,31%       |
| Protestantes                                                                                              | 725.000           | 1,3%        |
| Anglicanos                                                                                                | 50.000            | 0.08%       |
| Evangélicos e pentecostais                                                                                | 550.000           | 0,94%       |
| Assembleias de Deus                                                                                       | 400.000           | 0,68%       |
| Outros | 150.000           | 0,25%       |
| Demais protestantes                                                                                       | 175.000           | 0,20%       |
| Valdenses e metodistas                                                                                    | 57.000            | 0,09%       |
| Valdenses                                                                                                 | 50.000            | 0.08%       |
| Metodistas                                                                                                | 7.000             | 0,01%       |
| Adventistas do sétimo dia                                                                                 | 25.000            | 0,04%       |
| Batistas                                                                                                  | 20.000            | 0,03%       |
| Irmãos | 20.000            | 0,03%       |
| Luteranos                                                                                                 | 8.000             | 0,01%       |
| Outros ( Discípulos de Cristo , reformados , presbiterianos , menonitas etc.)                             | 30.000            | 0,05%       |
| Testemunhas de Jeová                                                                                      | 500.000           | 0,85%       |
| Muçulmanos                                                                                                | 1.130.000         | 1,9%        |
| Budistas                                                                                                  | 160.000           | 0,3%        |
| Hindus | 115.000           | 0,2%        |
| Sikhs | 70.000            | 0,1%        |
| Judeus | 45.000            | 0,1%        |
| Bahá'ís                                                                                                   | 4.900             | 0,01%       |
| Federação de Damanhur                                                                                     | > 1000            | > 0,01%     |
| Sem religião                                                                                              | 3,4 milhões       | 5,8%        |